# Кадлец, Мирослав
Ми́рослав Ка́длец (чеш. Miroslav Kadlec; 22 июня 1964, Угерске-Градиште, ЧССР) — чехословацкий и чешский футболист, игравший на позиции защитника.

## Карьера

### Клубная
Воспитанник школы команды «Словацка Славия». Начинал карьеру в «Витковице», позднее также выступал и в хебской «Руде Гвезде» (совместно провёл 197 игр и забил 22 гола). В 1990 году отправился выступать в немецкий «Кайзерслаутерн», с которым дважды становился чемпионом страны, один раз выигрывал кубок Германии и даже вылетал во Вторую Бундеслигу. Завершал карьеру, играя за «Дрновице» и «Ставо Артикель». Итого на его счету 528 игр и 43 гола.

### В сборной
В сборной Чехословакии провёл 38 игр и забил один мяч, выступил на чемпионате мира 1990 (все 5 матчей). В сборной Чехии отыграл 26 матчей и также забил один мяч. На чемпионате Европы 1996 года отыграл 5 матчей из шести (матч против России пропустил из-за второй жёлтой карточки). На финальную игру был назначен капитаном, однако это не помогло чехам завоевать титул чемпионов Европы — немцы выиграли 2:1, а чехам пришлось довольствоваться серебряными медалями.

## Статистика выступлений за сборную
| Матчи Мирослава Кадлеца за сборную Чехии | Матчи Мирослава Кадлеца за сборную Чехии | Матчи Мирослава Кадлеца за сборную Чехии | Матчи Мирослава Кадлеца за сборную Чехии | Матчи Мирослава Кадлеца за сборную Чехии | Матчи Мирослава Кадлеца за сборную Чехии | Матчи Мирослава Кадлеца за сборную Чехии |
| ---------------------------------------- | ---------------------------------------- | ---------------------------------------- | ---------------------------------------- | ---------------------------------------- | ---------------------------------------- | ---------------------------------------- |
| №                                        | Дата                                     | Оппонент                                 | Счёт                                     | Голы                                     | Соревнование                             |                                          |
| 1                                        | 23 февраля 1994                          | Турция                                   | 4 : 1                                    | -                                        | Товарищеский матч                        |                                          |
| 2                                        | 20 апреля 1994                           | Швейцария                                | 0 : 3                                    | -                                        | Товарищеский матч                        |                                          |
| 3                                        | 12 октября 1994                          | Мальта                                   | 0 : 0                                    | -                                        | Товарищеский матч                        |                                          |
| 4                                        | 16 ноября 1994                           | Нидерланды                               | 0 : 0                                    | -                                        | Отборочный матч ЧЕ 1996                  |                                          |
| 5                                        | 23 марта 1995                            | Беларусь                                 | 4 : 2                                    | 1                                        | Отборочный матч ЧЕ 1996                  |                                          |
| 6                                        | 26 апреля 1995                           | Нидерланды                               | 3 : 1                                    | -                                        | Отборочный матч ЧЕ 1996                  |                                          |
| 7                                        | 7 июня 1995                              | Люксембург                               | 0 : 1                                    | -                                        | Отборочный матч ЧЕ 1996                  |                                          |
| 8                                        | 16 августа 1995                          | Норвегия                                 | 1 : 1                                    | -                                        | Отборочный матч ЧЕ 1996                  |                                          |
| 9                                        | 6 сентября 1995                          | Норвегия                                 | 2 : 0                                    | -                                        | Отборочный матч ЧЕ 1996                  |                                          |
| 10                                       | 7 октября 1995                           | Беларусь                                 | 2 : 2                                    | -                                        | Отборочный матч ЧЕ 1996                  |                                          |
| 11                                       | 15 ноября 1995                           | Люксембург                               | 3 : 0                                    | -                                        | Отборочный матч ЧЕ 1996                  |                                          |
| 12                                       | 26 марта 1996                            | Турция                                   | 3 : 0                                    | -                                        | Товарищеский матч                        |                                          |
| 13                                       | 24 апреля 1996                           | Ирландия                                 | 2 : 0                                    | -                                        | Товарищеский матч                        |                                          |
| 14                                       | 29 мая 1996                              | Австрия                                  | 0 : 1                                    | -                                        | Товарищеский матч                        |                                          |
| 15                                       | 1 июня 1996                              | Швейцария                                | 2 : 1                                    | -                                        | Товарищеский матч                        |                                          |
| 16                                       | 9 июня 1996                              | Германия                                 | 0 : 2                                    | -                                        | ЧЕ 1996. Групповая стадия                |                                          |
| 17                                       | 14 июня 1996                             | Италия                                   | 2 : 1                                    | -                                        | ЧЕ 1996. Групповая стадия                |                                          |
| 18                                       | 23 июня 1996                             | Португалия                               | 1 : 0                                    | -                                        | ЧЕ 1996. 1/4 финала                      |                                          |
| 19                                       | 26 июня 1996                             | Франция                                  | 0 : 0 (6:5 пен.)                         | -                                        | ЧЕ 1996. 1/2 финала                      |                                          |
| 20                                       | 30 июня 1996                             | Германия                                 | 1 : 2                                    | -                                        | ЧЕ 1996. Финал                           |                                          |
| 21                                       | 9 октября 1996                           | Испания                                  | 0 : 0                                    | -                                        | Отборочный матч ЧМ 1998                  |                                          |
| 22                                       | 10 ноября 1996                           | Югославия                                | 0 : 1                                    | -                                        | Отборочный матч ЧМ 1998                  |                                          |
| 23                                       | 26 февраля 1997                          | Беларусь                                 | 4 : 1                                    | -                                        | Товарищеский матч                        |                                          |
| 24                                       | 12 марта 1997                            | Польша                                   | 2 : 1                                    | -                                        | Товарищеский матч                        |                                          |
| 25                                       | 2 апреля 1997                            | Югославия                                | 1 : 2                                    | -                                        | Отборочный матч ЧМ 1998                  |                                          |
| 26                                       | 8 июня 1997                              | Испания                                  | 0 : 1                                    | -                                        | Отборочный матч ЧМ 1998                  |                                          |

## Семья
Отец Михала Кадлеца — футболиста, известного по играм за сборную Чехии.

## Титулы
- Чемпион Германии: 1991 и 1998
- Вице-чемпион Германии: 1994
- Обладатель Кубка Германии: 1996
- Вице-чемпион Европы: 1996